# Eschenbach (Baviera)
Eschenbach é uma cidade da Alemanha localizado no distrito de Neustadt an der Waldnaab, região administrativa de Oberpfalz, estado da Baviera.
A cidade de Eschenbach é membro e sede Verwaltungsgemeinschaft de Eschenbach in der Oberpfalz.